# Johan Jäger
Johan Jäger, född 10 juni 1660 i Pommern, död 2 november 1729, var en svensk militär.
Johan Jäger var son till regeringrådet Johan Jäger och Gertrud von Wolffradt. Han blev musketerare vid Peter Makeléers regemente 1676, korpral där samma år, fänrik 1677 och tillfångatagen av danskarna 1678. Jäger återkom till Sverige 1680, blev löjtnant 1686 och kapten vid Bielkes regemente i Pommern 1687. Han blev senare kapten vid pommerska infanteriregementet, överstelöjtnant vid Elbingska infanteriregementet 1704 och fången vid Elbings kapitulation 1710. Jäger kom hem till Sverige i december 1711 och blev samma år sekundöverste för Elbingska regementet. Åren 1712–1713 var han chef för Östgöta infanteriregemente men blev på nytt fånge vid kapitulationen i Tönningen, återkom till Sverige 1714 och blev på nytt chef för Elbingska regementet men föll med det åter i fångenskap vid Stralsunds kapitulation 1715. Han hemkom till Sverige i augusti 1718 och erhöll avsked från militärtjänsten 1719. Jäger skrev sig till godsen Wüstenhagen och Lassotin. Han var den siste av sin ätt och själv ogift men fick 1726 tillstånd att uppta sin systerson Peter Johan Schultz på det Jägerska adelskapet och numret, varvid han tog sig namnet von Schultzenjäger.